# Challenger (ônibus espacial)
O Challenger foi o terceiro ônibus espacial, ou vaivém espacial em Portugal, construído pela NASA (depois de Enterprise e Columbia), finalizado em julho de 1982, que fez parte da sua frota de 5 ônibus espaciais. Sua primeira missão foi a STS-6, realizada entre os dias 4 a 9 de abril de 1983. Foi ao espaço apenas 10 vezes ao longo de 3 anos de operação, se tornando o ônibus com menos missões realizadas.
No ano de 1986, o Challenger sofreu o primeiro acidente no programa com ônibus espaciais. No dia 28 de janeiro, 73 segundos após o seu lançamento, iniciando a missão STS-51-L, a espaçonave explodiu em pleno ar, matando todos os 7 astronautas tripulantes do ônibus espacial. Essa missão destacou-se por ter como tripulante Christa McAuliffe, a primeira professora civil a voar em uma viagem espacial. Christa daria duas aulas de 15 minutos do espaço para 2,5 milhões de alunos, fazendo parte do Projeto Professor no Espaço.
Este acidente paralisou as missões dos ônibus espaciais por meses, durante os quais foi realizada uma extensa investigação que chegou à conclusão de que uma anilha provocou toda a tragédia. As investigações foram lideradas pelo físico Richard Feynman, que explicou em uma coletiva ao vivo que algumas anilhas expandiam e contraiam-se à medida em que a sua temperatura variava.

## História

### Nome

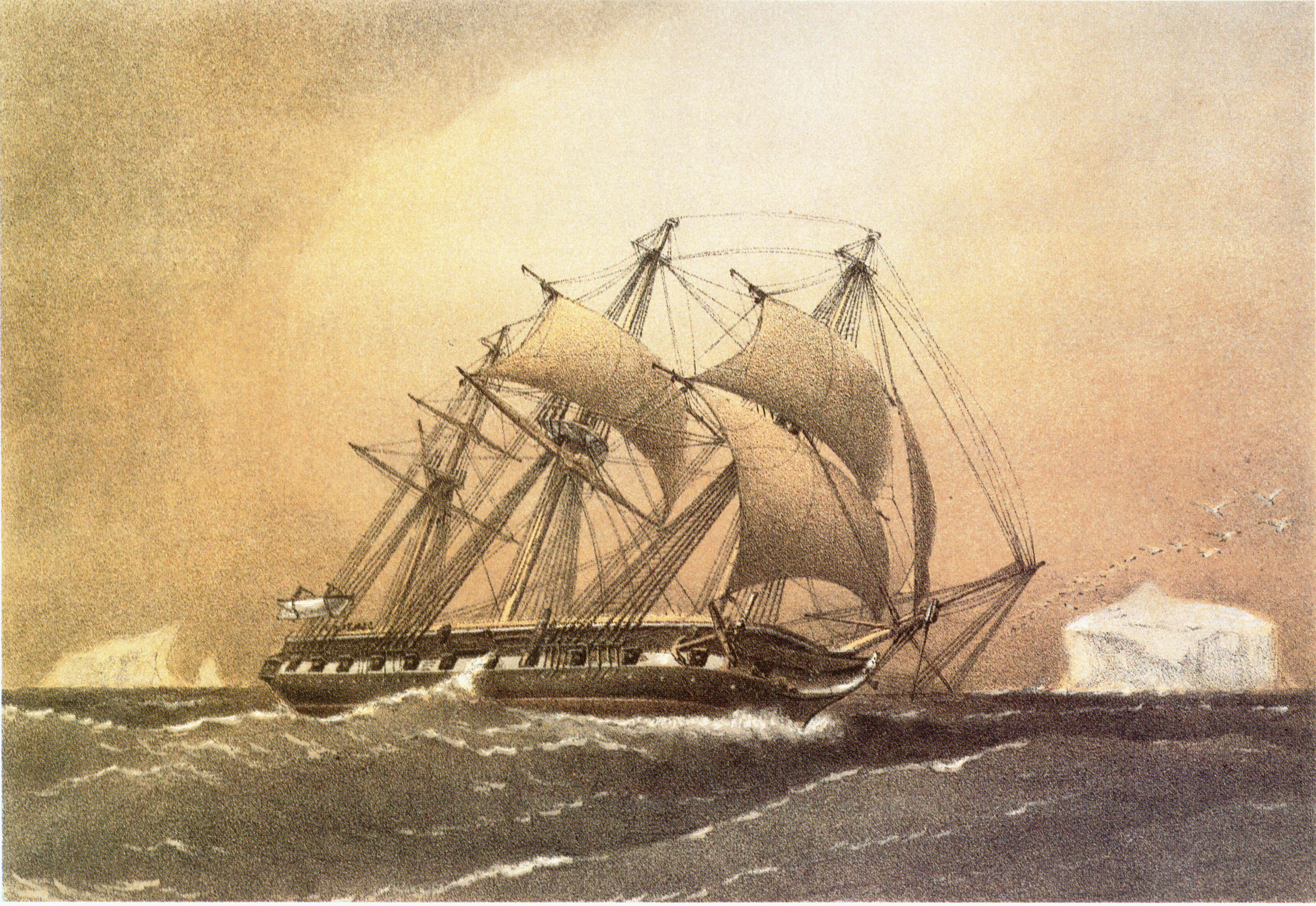
Pintura do HMS Challenger por William Frederick Mitchell.

O nome do ônibus espacial Challenger foi escolhido em homenagem à embarcação de pesquisa HMS Challenger que navegou os oceanos Atlântico e Pacífico durante a década de 1870. O HMS Challenger foi construído no Woolwich Dockyard, Inglaterra, tendo sua construção finalizada no dia 13 de fevereiro de 1858, para assim fazer parte da Marinha Real Britânica.
O HMS Challenger também foi o principal navio que participou da Expedição Challenger, realizada entre os anos de 1872 a 1876. Essa expedição foi a responsável por lançar as bases da oceanografia, ciência que estuda os oceanos, pelo grande número de descobertas realizadas. Na expedição, o Challenger ficou responsável por transportar 243 oficiais, além de cientistas e tripulação.
Além disso, o módulo lunar da missão Apollo 17, a última missão a pousar na Lua, também tinha o nome Challenger. Tendo como tripulação os astronautas Eugene Cernan, Ronald Evans e o geólogo Harrison Schmitt, o lançamento da Apollo 17 deu-se no dia 7 de dezembro de 1972 com a alunissagem dos astronautas Eugene e Harrison acontecendo no dia 11. Esta foi a única missão Apollo com a presença de um geólogo profissional responsável por analisar mais detalhadamente a superfície lunar.

### Construção
Por causa da baixa produção de orbitadores, os responsáveis pelo programa de ônibus espaciais da NASA decidiram construir uma estrutura de teste, o STA-099, que mais tarde poderia ser transformada em um veículo com capacidade orbital, ou seja, poderia ser lançado em órbita da Terra. O contrato para a construção do STA-099 foi adquirido pela North American Rockwell em 26 de julho de 1972 e a sua construção foi finalizada em fevereiro de 1978. Após a apresentação do STA-099, ele foi enviado ao local de testes da Lockheed Corporation em Palmdale, onde ficou cerca de 11 meses realizando testes, desde lançamentos a aterrissagens. Para evitar danos ao STA-099 durante os testes, alguns exames de qualificação foram realizados para que sua estrutura atingisse um fator de segurança de 1,2 vezes o limite de carga de seu design. Os testes de qualificação foram realizados para validar os modelos computacionais em conformidade com o fator de segurança 1,4 requerido mostrado através de análises. O STA-099 foi essencial para os testes das fuselagens dos ônibus espaciais, com somente um modelo de módulo da tripulação e isolamento térmico colocado na sua fuselagem dianteira.
A NASA planejou então tornar o protótipo de ônibus já existente, o Enterprise (OV-101), que era usado apenas para voos de teste, como uma segunda estrutura que poderia também ser utilizada como orbitador, mas no Enterprise faltava muitos dos sistemas necessários para um voo, incluindo um sistema funcional de propulsão, isolação térmica, sistema de suporte à vida e muitos dos instrumentos de um cockpit. Invés do Enterprise, decidiu-se pelas mudanças no STA-099, pois seria bem mais fácil deixá-lo com capacidade orbital pelo fato dele já ter em si vários instrumentos instalados. O trabalho de conversão do STA-099 para o Challenger começou em janeiro de 1979, iniciando somente pelo módulo da tripulação (a porção pressurizada do ônibus). Em novembro de 1979, o STA-099 voltou para a Rockwell, e o módulo da tripulação que ainda estava inacabado foi substituído por outro. Daí então, algumas partes do STA-099, incluindo portas, asas, dentre outras, voltaram aos seus construtores originais para serem reavaliadas. Em 1981, esses componentes retornaram para Palmdale para serem reinstalados no orbitador. O trabalho de conversão continuou até julho de 1982.
O Challenger teve menos azulejos no seu Sistema de Proteção Térmico do que o Columbia, apesar dele ainda ter usado pesados azulejos brancos LRSI na cabine e na fuselagem principal. A maioria dos azulejos localizados nas portas do Challenger, nas superfícies superiores das asas e na fuselagem traseira foram cobertos com Nomex. Essas modificações fizeram com que o Challenger pudesse levar ao espaço 1 100 kg a mais do que o Columbia. Os padrões de escotilhas e estabilizadores verticais também foram diferentes dos outros orbitadores. O Challenger também foi o primeiro orbitador a ter um sistema de exibição head up display para uso na fase de descida de uma missão.

### Missões

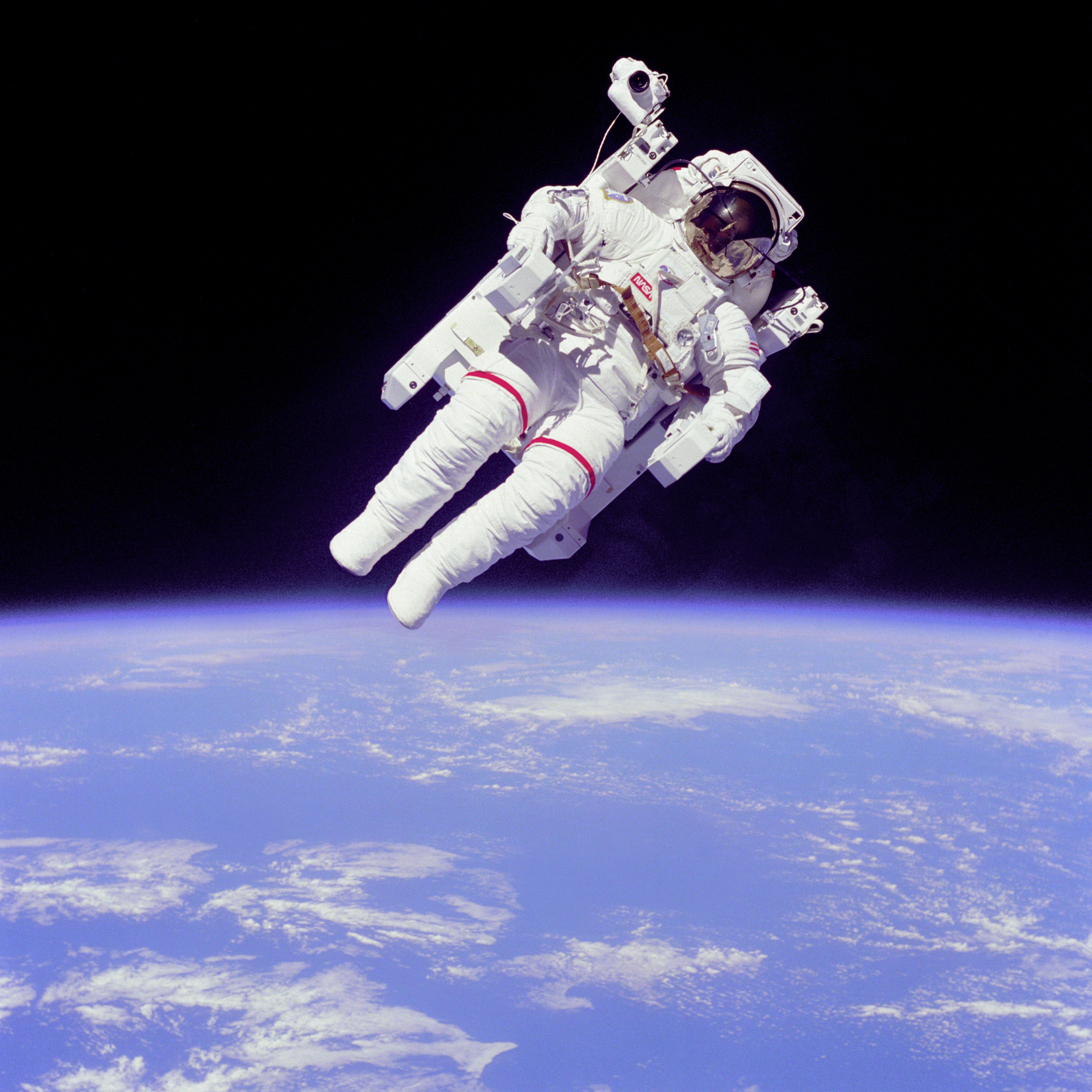
Astronauta Bruce McCandless solto da Challenger.

No total, o ônibus espacial Challenger realizou 10 missões, sendo 9 completadas com sucesso e a 10.ª sendo o seu acidente. A primeira missão do Challenger foi a STS-6, que tinha como missão lançar em órbita o satélite TDRS-1. Durante essa missão foi realizada a primeira atividade extraveicular do programa com ônibus espaciais como também foi usada a primeira unidade de mobilidade extraveicular, que são os macacões usados pelos astronautas para se protegerem ao sair das espaçonaves.
A STS-8 caracterizou-se pelo primeiro lançamento e aterrissagem noturnos no programa de ônibus espaciais da NASA e também pelo primeiro voo de um astronauta afro-americano: Guion Bluford. Pouco tempo depois descobriu-se que a missão quase terminou em tragédia, pois os foguetes auxiliares de combustível sólido quase derraparam na plataforma de lançamento.
Durante a STS-41-B, o astronauta Bruce McCandless fez uma atividade extraveicular sem estar conectado ao Challenger, ou seja, ele flutuou solto pelo espaço. Nesta missão o Challenger se tornou o primeiro ônibus espacial a pousar no Centro Espacial Kennedy.
A missão STS-41-G destacou-se por ter duas mulheres na sua tripulação: Kathryn Sullivan e Sally Ride, além disso, Kathryn foi a primeira mulher a realizar uma atividade extraveicular. Esta missão também destacou-se por ser a primeira com uma tripulação de sete astronautas e pela primeira ida ao espaço de um astronauta do Canadá: Marc Garneau.
Na STS-61-A, o Challenger levou ao espaço 8 astronautas, primeira vez em que um ônibus espacial fez isso, entre eles os alemães Ernst Messerschmid e Reinhard Furrer e o neerlandês Wubbo Ockels, além desta ter sido a última missão bem-sucedida do Challenger.

### Acidente

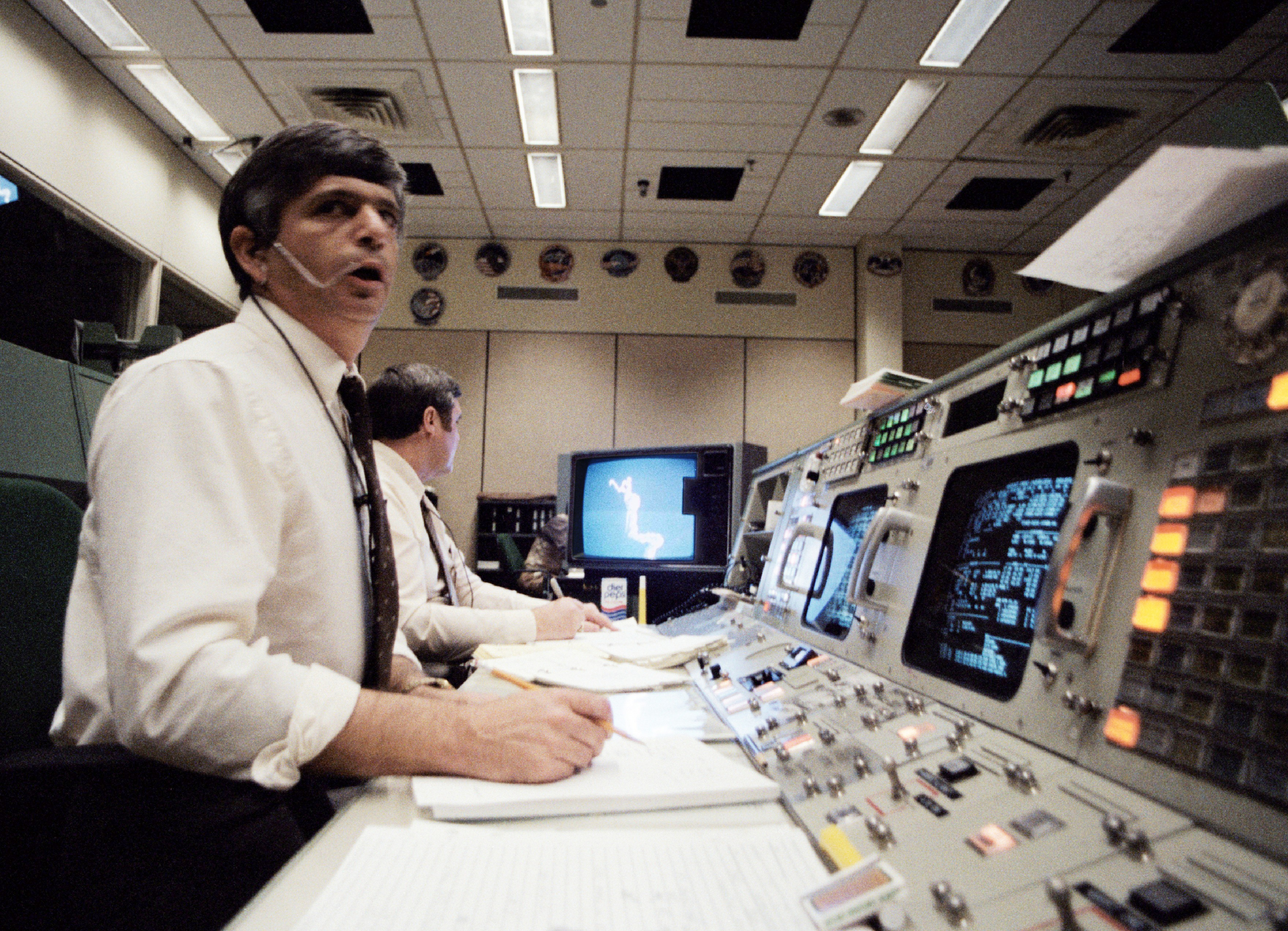
Jay Greene, diretor da missão, em sua mesa de controle poucos momentos após a explosão

Depois de seis adiamentos, devido a instabilidades climáticas e problemas técnicos, o lançamento do Challenger, para a missão STS-51-L, foi confirmado para o dia 28 de janeiro. Esta missão se destacaria por ter, na tripulação, uma civil: a professora Christa McAuliffe, escolhida dentre mais de 11 416 candidatos, que, do espaço, ministraria duas aulas de 15 minutos a mais de 2,5 milhões de alunos por circuito fechado de TV. A tripulação era composta pelo físico Ronald McNair, o piloto Michael Smith, os engenheiros Gregory Jarvis, Ellison Onizuka e Judith Resnik, o comandante da missão Francis Scobee e a professora Christa McAuliffe.
Na manhã do dia 28, a temperatura no Centro Espacial Kennedy, Flórida, estava muito abaixo do ideal para o lançamento, motivo pelo qual engenheiros da missão avisaram seus superiores sobre os riscos que as baixas temperaturas causariam na nave. Mesmo com os avisos, o lançamento ocorreu as 11 horas e 39 minutos. Cerca de 73 segundos após o lançamento, o Challenger foi envolvido por uma enorme bola de fogo, e seus dois foguetes propulsores de combustível sólido se separaram diante de milhares de pessoas que assistiam por TV, como também parentes dos astronautas presentes no local de lançamento.

## Estatísticas
| Estatísticas de Voo | Estatísticas de Voo | Estatísticas de Voo | Estatísticas de Voo | Estatísticas de Voo | Estatísticas de Voo | Estatísticas de Voo | Estatísticas de Voo | Estatísticas de Voo | Estatísticas de Voo   | Estatísticas de Voo | Estatísticas de Voo         |
| ------------------- | ------------------- | ------------------- | ------------------- | ------------------- | ------------------- | ------------------- | ------------------- | ------------------- | --------------------- | ------------------- | --------------------------- |
| Ônibus              | Designação          | Voos                | Dias de voo         | Órbitas             | Voo mais longo      | Primeiro voo        | Primeiro voo        | Último voo          | Último voo            | Ações na Mir/ISS    | Fontes                      |
| Ônibus              | Designação          | Voos                | Dias de voo         | Órbitas             | Voo mais longo      | Voo                 | Data                | Voo                 | Data                  | Ações na Mir/ISS    | Fontes                      |
| Challenger          | OV-099              | 10                  | 62d 07h 56m 15s     | 995                 | 08d 05h 23m 33s     | STS-6               | 4 de abril de 1983  | STS-51-L            | 28 de janeiro de 1986 | 0 / 0               | [ 19 ] [ 20 ] [ 21 ] [ 22 ] |